# Mijaíl Kalinin
Mijaíl Ivánovich Kalinin (en ruso: Михаи́л Ива́нович Кали́нин; Vérjniaya Troitsa, gobernación de Tver, Imperio ruso, 7 de noviembrejul./ 19 de noviembre de 1875greg.-Moscú, Unión Soviética, 3 de junio de 1946) fue un revolucionario bolchevique y político soviético, fundador de la Unión Soviética en representación de la República Socialista Federativa Soviética de Rusia, que se desempeñó como presidente del Presídium del Sóviet Supremo de la URSS desde 1938 hasta 1946.
Nacido en una familia campesina, Kalinin trabajó como obrero metalúrgico en San Petersburgo y participó en la Revolución de 1905 como uno de los primeros miembros de los bolcheviques. Durante y después de la Revolución de Octubre de 1917, desempeñó el cargo de alcalde de Petrogrado. Después de la revolución, Kalinin se convirtió en el jefe del nuevo estado soviético, así como en miembro del Comité Central y del Politburó del Partido Comunista.
Kalinin siguió encabezando el Presídium después del ascenso de Iósif Stalin. Se retiró en 1946 y murió ese mismo año. La antigua ciudad de Prusia Oriental (anexionada por Alemania durante la Segunda Guerra Mundial) de Königsberg pasó a llamarse Kaliningrado en su honor. La ciudad de Tver también fue conocida como Kalinin hasta 1990, un año antes de la caída de la Unión Soviética.

## Primeros años
Nació en el seno de una familia campesina en la gobernación de Tver (Imperio ruso), como hijo primogénito de una familia campesina. Era el hermano mayor de Fiódor Kalinin. Su padre, Iván Kalinin, un soldado retirado, había regresado enfermo del servicio militar, y su esposa María Vasílievna se hizo cargo de la familia. De 1886 a 1889, estudió en la escuela primaria local, después de lo cual recibió un certificado de mérito "por comportamiento ejemplar, diligencia y éxito".
En 1893, se trasladó a San Petersburgo a trabajar como obrero industrial. Ahí trabajó en una fábrica de cartuchos. En 1896, dejó dicha fábrica y comenzó a trabajar en la Fábrica Putílov, donde Kalinin realizó sus primeros contactos políticos, involucrándose en huelgas y reuniones secretas, según recordaba él mismo; “Los primeros años de la clandestinidad están conectados con la organización Putílov. En la fábrica, por primera vez, estudié la lucha revolucionaria de clases, por primera vez me familiaricé con el marxismo”, recordó el mismo Kalinin en 1933. En la primavera de 1898, en el antiguo taller mecánico, Kalinin, con la ayuda de un joven tornero llamado Iván Kúshnikov, que había llegado de Tula, logró conseguir una participación en la organización marxista clandestina "Liga de Lucha para la Emancipación de la Clase Obrera". 
En 1898, se unió al Partido Obrero Socialdemócrata de Rusia, fundado el 1 de marzo en Minsk, y ese mismo año comenzó a escribir artículos del periódico Rabóchaya Mysl. Fue uno de los primeros partidarios de Lenin, dentro del partido, siendo uno de los fundadores de la corriente interna que luego sería conocida como bolchevique (mayoría). Se involucró de manera importante en las acciones revolucionarias del partido siendo arrestado en 1899 y en 1903 junto con otros miembros del partido por la policía zarista, por lo que fue condenado al destierro en Siberia por un año. A mediados de ese año, los miembros del partido se fueron distanciando, denominándose a los seguidores de Lenin bolcheviques y a sus opositores mencheviques. Como miembro del partido, llegó a conocer a Stalin a través de la esposa de este, Nadezhda Alilúyeva. Al regresar a San Petersburgo, participó en la Revolución de 1905. Ahí conoció a Yekaterina Loorberg, una tejedora de etnia estonia, con quien se casó en 1906 y tuvieron un hijo, Valerián y una hija, Julia. En 1908, regresó a Moscú  y dos años después fue arrestado nuevamente, por lo que en 1911 se mudó permanentemente a San Petersburgo y consiguió trabajo en una fábrica de armas, aunque fue despedido "por comportamiento rebelde".   
En 1912, en la Conferencia de Praga, ingresó al Comité Central del Partido Obrero Socialdemócrata de Rusia (bolchevique), participando activamente en la Revolución rusa en 1917. Fue también cofundador del periódico Pravda. En 1916, fue liberado de prisión, y continuó con el trabajo del partido en Petrogrado.

## Actividad política
En 1917, antes de la instauración del poder de los sóviets fue elegido alcalde de Petrogrado, ciudad en la que se desarrollaron los hechos principales de la Revolución rusa, y participó en la primera fase de esta, la Revolución de Febrero. Posteriormente, participó activamente en la Revolución de Octubre, siendo elegido miembro de la Duma de la ciudad de Petrogrado. En 1919, integró el Comité Central del Partido Obrero Socialdemócrata de Rusia y fue uno de los tres miembros candidatos (suplentes) del Politburó, u órgano máximo ejecutivo creado ese año. También en 1919, fue elegido presidente del Comité Ejecutivo Central Panruso (VTsIK), tras el fallecimiento de Yákov Sverdlov, por recomendación del mismo Lenin: “Este es un camarada para quien hay unos veinte años de trabajo en el partido; él mismo es un campesino de la provincia de Tver, que tiene estrechos vínculos con la economía campesina... Los trabajadores de Petrogrado pudieron asegurarse de que tiene la capacidad de acercarse a los amplios sectores de las masas trabajadoras...".
Durante la Guerra Civil realizó labores de propaganda, viajando a las zona hostiles. El 30 de diciembre de 1922, fue uno de los fundadores de la Unión de Repúblicas Socialistas Soviéticas (URSS), siendo firmante del Tratado de Creación de la URSS en representación de la República Socialista Federativa Soviética de Rusia, y fue designado como presidente del recién creado Congreso de los Sóviets. Permaneció en dicho cargo hasta la disolución del organismo en enero de 1938.
En la década de 1920, Kalinin se caracterizó por apoyar las posiciones de Stalin en las votaciones decisivas. Esto lo llevó a mantener una relación cercana con aquel, sobre todo a partir de los años 1930, en los que Stalin eliminó a sus rivales políticos y obtuvo el control completo del Estado soviético mediante la Gran Purga y la represión política.
En 1926, fue designado miembro del Politburó del Partido Comunista, en 1932 firmó la ley de las espigas en la que se autorizaba a las autoridades a dar pena de muerte a quien escondiera espigas de trigo en detrimento de los planes quinquenales. En las décadas de 1920 y 1940, era costumbre que los ciudadanos soviéticos escribieran cartas a Kalinin con una variedad de solicitudes de ayuda, en caso de despojo, arresto injusto, admisión a una escuela militar o dificultades para encontrar un trabajo. A menudo, Kalinin personalmente a través de su secretaría brindaba dicha asistencia a quienes le escribían. El 17 de enero de 1938, Kalinin fue elegido Presidente del Presídium del Sóviet Supremo de la URSS, durante su 1.ª convocatoria, cargo que mantuvo hasta marzo de 1946, poco antes de su fallecimiento. Como presidente del presídium, continuó realizando distintos viajes por el país. Fue uno de los principales dirigentes soviéticos que sustentó todo el periodo y práctica política del estalinismo. En 1938, su esposa fue arrestada por el NKVD, y puesta en libertad en 1945, a petición suya por escrito a Stalin. 
A causa del sistema de gobierno de la Unión Soviética, Kalinin poseía poder de jure pero muy pocos de facto.
A causa de su enfermedad, el 19 de marzo de 1946, durante la primera sesión de la 2ª convocatoria del Sóviet Supremo, Kalinin renunció a su cargo de presidente del Presídium. Viajó a Crimea para descansar, aunque tuvo que realizar varias reuniones constantes allí. Al regresar, fue diagnosticado de cáncer colorrectal, del cual murió el 3 de junio de 1946. Fue enterrado en la Necrópolis de la Muralla del Kremlin, en la Plaza Roja de Moscú.
Su ciudad natal, Tver, llevó el nombre de Kalinin entre 1931 y 1990 en su honor. Asimismo, la antigua ciudad prusiana de Königsberg, conquistada en 1945 por el Ejército Rojo e incorporada a la URSS, fue renombrada Kaliningrado en su honor, nombre que se mantiene actualmente.

## Vida privada
Desde 1906, estuvo casado con Yekaterina Loorberg (1882—1960), de casada Kalínina, con la que tuvo cinco hijos. Ella también estaba afiliada al Partido Obrero Socialdemócrata y era una vieja bolchevique. En 1938, Yekaterina Kalínina fue arrestada por el NKVD y condenada a 10 años de trabajos forzados en el Gulag. Estuvo internada en el campo de trabajo de Akmólinsk hasta que, a petición de su marido gravemente enfermo, fue liberada en 1945, pero sin poder residir a menos de 100 kilómetros de Moscú. Finalmente, pudo verse con Kalinin antes de la muerte de éste en 1946.

## Premios y condecoraciones
- Héroe del Trabajo Socialista (1944)
- Orden de Lenin (1935, 1944, 1945)
- Orden de la Bandera Roja (1928, 1930)
- Medalla por la Defensa de Moscú (1944)
- Medalla por la Victoria sobre Alemania en la Gran Guerra Patria (1945)
- Medalla por el Trabajo Valiente en la Gran Guerra Patria (1945)